# Исмет Муниши
Исмет Муниши (алб. Ismet Munishi; Гњилане, 3. октобар 1974) албански је фудбалски тренер и фудбалер са Косова и Метохије. Актуелни је тренер клуба Приштина.